# 東龍子
東 龍子（東 竜子、あずま りゅうこ、1917年1月10日 - 2004年頃）は、日本の女優である。本名は出生名は今出 りう子（いまで りゅうこ）、俳優の阿部九洲男と結婚して伊東 りう子（いとう りゅうこ）となる。

## 人物
1917年（大正6年）1月10日（水曜日）、 東京府南葛飾郡吾嬬町に今出 りう子として生まれる。
1931年（昭和6年）、満14歳のときに東京・巣鴨の河合映画製作社に入社する。同年、『夜明け』に出演し、映画界にデビューした。最初の主演作は、1933年（昭和8年）の『マラソン令嬢』 であった。同年、河合と配給提携を行っている市川百々之助プロダクションが製作した市川百々之助主演映画に3作出演、『開化異聞 落花の曲』では百々之助の相手役を務めた。同年、河合が大都映画に改組され、東は『恩讐変化賽』を最後に大都映画所属となる。大都映画での第1作は根岸東一郎監督の『真夏の夜の夢』であった。1938年（昭和13年）に阿部九洲男が妻の木下双葉と死別、その後、東は阿部と結婚した。
1942年（昭和17年）、第二次世界大戦開戦による戦時統合で、大都映画が他の2社と合併して大日本映画製作を設立、東は大映京都撮影所の所属となる。11年の間に河合映画、大都映画あわせて215作に出演した。
戦後は、1951年（昭和26年）、宝プロダクションが製作した『剣難女難 女心伝心の巻』、『剣難女難 剣光流星の巻』に夫の阿部とともに出演している。1955年（昭和30年）からは東映京都撮影所作品に多く出演した。1965年（昭和40年）11月2日、夫の阿部と死別した。
1998年のドラマ『大岡越前 第15部』を最後に女優業を引退。長らく消息が知られなかったが、唐沢俊一のブログによると、活動弁士・坂本頼光が東の出演する無声映画の上映会において、作品解説の為に彼女の消息を東映に問い合わせたところ、すでに故人であり、2004年頃に亡くなったことがわかったという。

## 出演

### 映画
- 夜明け（1931年）
- 国定忠治（1933年、市川百々之助プロダクション）
- 艶説 刺青倚譚（1933年、市川百々之助プロダクション）
- マラソン令嬢（1933年）
- 開化異聞 落花の曲（1933年、市川百々之助プロダクション）
- 恩讐変化賽（1933年）
- 真夏の夜の夢（1933年）
- 剣雲京洛風景 前篇・後篇（1933年）
- 大岡政談 旗本御羽織衆（1933年）
- 鉄仮面（1934年）
- 空飛ぶ癇癪玉（1934年）
- 自動車で拾った恋（1935年）
- 変化二人曼蛇羅（1935年）
- 忠臣蔵（1937年）
- 佐渡の夢唄（1938年）
- 鞍馬天狗 雨中の騎士（1941年）
- 戦陣訓 母と戦場（1942年）
- 海峡の風雲児（1943年）
- 剣難女難 女心伝心の巻（1951年）
- 剣難女難 剣光流星の巻（1951年）
- 百面童子 第一篇 ギヤマンの秘密（1951年）
- 百面童子 第二篇 サタンの窟（1951年）
- 百面童子 第三篇 バテレンの宴（1951年）
- 百面童子 完結篇 イスラムの女王（1955年）
- 仇討崇禅寺馬場（1957年）
- 一心太助 天下の一大事（1958年）
- 雪之丞変化（1959年）
- 壮烈新選組 幕末の動乱（1959年）
- 桃太郎侍 江戸の修羅王 南海の鬼（1960年）
- 徳川家康（1965年）
- 冷飯とおさんとちゃん（1965年）
- 日本侠客伝 血斗神田祭り（1966年）
- 一心太助 江戸っ子祭り（1967年）
- 人間魚雷 あゝ回天特別攻撃隊（1968年）
- 旅に出た極道（1969年）
- 緋牡丹博徒 鉄火場列伝（1969年）
- 関東テキヤ一家（1969年）
- 日本やくざ伝 総長への道（1971年）
- 博奕打ち外伝（1972年）
- 仁義なき戦い（1973年）
- まむしの兄弟 二人合わせて30犯（1974年）
- 女囚やくざ（1974年）
- 逆襲! 殺人拳（1974年） - 国頭の母親 ※東 竜子名義
- 神戸国際ギャング（1975年）
- 本陣殺人事件（1975年）
- 暴走パニック 大激突（1976年）
- 日本の仁義（1977年）
- らしゃめん（1977年）
- 日本の首領 野望篇（1977年）
- 魔界転生（1981年）
- 修羅の群れ（1984年）

### テレビドラマ
- 新書太閤記（1959年）
- 戦国大統領（1963年）
- 素浪人 月影兵庫 第1シリーズ 第13話「女は聞いていた」（1966年） - お種
- 銭形平次（1966年 - 1984年）
  - 第6話
  - 第166話
  - 第670話
- 水戸黄門（TBS / C.A.L）
  - 第2部 第33話「お犬様罷り通る　-江戸-」（1971年）
  - 第9部 第21話「偽者にされた黄門様 -奈良井-」（1978年） - お房
  - 第12部 第14話「金毘羅様の鬼退治 ‐丸亀‐」（1981年） - 千鶴の祖母
  - 第16部 第33話「夢を紡いだ紙の布 -白石-」（1986年） - 城太郎の母
  - 水戸黄門 第19部 第4話「大望隠した離縁状 -三春-」（1989年）
  - 水戸黄門 第21部 第18話「悪を蹴散らす神楽面 -備中松山-」（1992年）
  - 水戸黄門 第23部』 第4話「助さん格さん用心棒 -安中-」（1994年）
- 大岡越前 第4部 第1話（1974年）
- 遠山の金さん 杉良太郎版 第１シリーズ第60話「裏切りを覗いた女」 （1976年、NET/東映）- 舛屋女房
- 江戸を斬るIII 第9話（1977年）
- 江戸を斬るVII 第22話「襲われた御用金」（1987年）
- 宮本武蔵（1990年）
- 大岡越前 第15部』 第2話「殺しを見ていたお茶道具」（1998年）